# Hoplandrothrips russelli
Hoplandrothrips russelli är en insektsart som beskrevs av Ian A. Hood 1915. Hoplandrothrips russelli ingår i släktet Hoplandrothrips och familjen rörtripsar. Inga underarter finns listade i Catalogue of Life.